# Pradosia
Pradosia es un género con 28 especies de plantas perteneciente a la familia Sapotaceae. 

## Especies seleccionadas
- Pradosia argentea
- Pradosia atroviolacea
- Pradosia beardii
- Pradosia brevipes
- Pradosia caracasana
- Pradosia cochlearia
- Pradosia cuatrecasasii
- Pradosia decipiens
- Pradosia glaziovii
- Pradosia granulosa
- Pradosia grisebachii
- Pradosia kuhlmannii
- Pradosia montana
- Pradosia mutisii
- Pradosia subverticillata
- Pradosia verrucosa
- Pradosia verticillata

## Sinónimos
- Glycoxylon, Neopometia